# Вулиця Дмитра Годзенка (Київ)
Ву́лиця Дмитра́ Годзе́нка — вулиця в Печерському районі міста Києва, місцевість Саперне поле. Пролягає від вулиці Джона Маккейна до тупика.
Прилучаються вулиці Дмитра Дорошенка та Павла Загребельного.

## Історія
Вулиця виникла в 50-ті роки XX століття під назвою Нова. 1955 року отримала назву вулиця Глазунова, на честь російського композитора Олександра Глазунова.
Сучасна назва на честь учасника російсько-української війни, Народного Героя України Дмитра Годзенка — з 2022 року.  